# Cimitero e monumento alla memoria americano in Normandia
Il cimitero e monumento alla memoria americano in Normandia (Normandy American Cemetery and Memorial) è un cimitero di guerra situato a Colleville-sur-Mer, in Normandia. Il cimitero custodisce le spoglie dei soldati americani caduti durante la battaglia di Normandia nella seconda guerra mondiale.

## Storia
L'8 giugno 1944, due giorni dopo lo sbarco in Normandia, l'esercito americano istituì provvisoriamente a Saint-Laurent-sur-Mer il primo cimitero statunitense della seconda guerra mondiale in terra europea. Dopo la fine della guerra, si decise di costruire a est della località precedente un nuovo cimitero che comprendesse un monumento alla memoria, per onorare le vittime del conflitto. L'incarico di edificare questo complesso fu affidato allo studio di architettura Harbeson, Hough, Livingston & Larson, in collaborazione con il paesaggista Markley Stevenson. La struttura fu ultimata e aperta al pubblico nel 1956.
Come per tutti gli altri cimiteri americani in Francia, sia della prima che della seconda guerra mondiale, gli Stati Uniti hanno ottenuto dal governo francese una speciale concessione territoriale permanente e libera da tassazione. Quello su cui è situato il cimitero risulta quindi essere a tutti gli effetti territorio statunitense; alcuni atti del Congresso stabiliscono un finanziamento annuale per il mantenimento del complesso e del personale civile e militare. La sua gestione è affidata all'American Battle Monuments Commission, un'agenzia indipendente del Governo degli Stati Uniti d'America.

## Descrizione
Il cimitero è collocato su una scogliera sovrastante Omaha Beach (una delle cinque spiagge dello sbarco in Normandia). Copre una superficie di 70 ettari e contiene le spoglie di 9387 soldati americani, 307 dei quali ignoti e 4 di sesso femminile, per la grande maggioranza deceduti durante lo sbarco o le operazioni belliche successive. Tuttavia i militari qui sepolti rappresentano solo una parte dei caduti, dal momento che circa 14000 di essi sono stati rimpatriati per volere delle famiglie.

## Il Memoriale
Sul lato est del complesso è situato un giardino semicircolare, delimitato da un muro sul quale sono poste le targhe dei 1557 soldati americani dispersi o non identificati. Il Memoriale, a cui si giunge attraverso questo giardino, presenta un colonnato anch'esso a semicerchio, che individua sia a destra che a sinistra una loggia; nelle logge sono collocate due illustrazioni rappresentanti le operazioni belliche della battaglia di Normandia. Al centro del semicerchio si trova una statua bronzea alta sei metri, realizzata da Donald De Lue e raffigurante The Spirit of American Youth Rising from the Waves.
Guardando dal Memoriale verso ovest si osserva lo specchio d'acqua, dietro al quale si dipartono, su ambo i lati, le 9387 croci bianchissime perfettamente allineate su una maestosa spianata di un verdeggiante prato all'inglese.La cappella, vicino a cui sono poste due figure allegoriche rappresentanti la Francia e gli Stati Uniti d'America, è al centro del cimitero, allineata alla scultura bronzea.

## Personalità sepolte nel cimitero

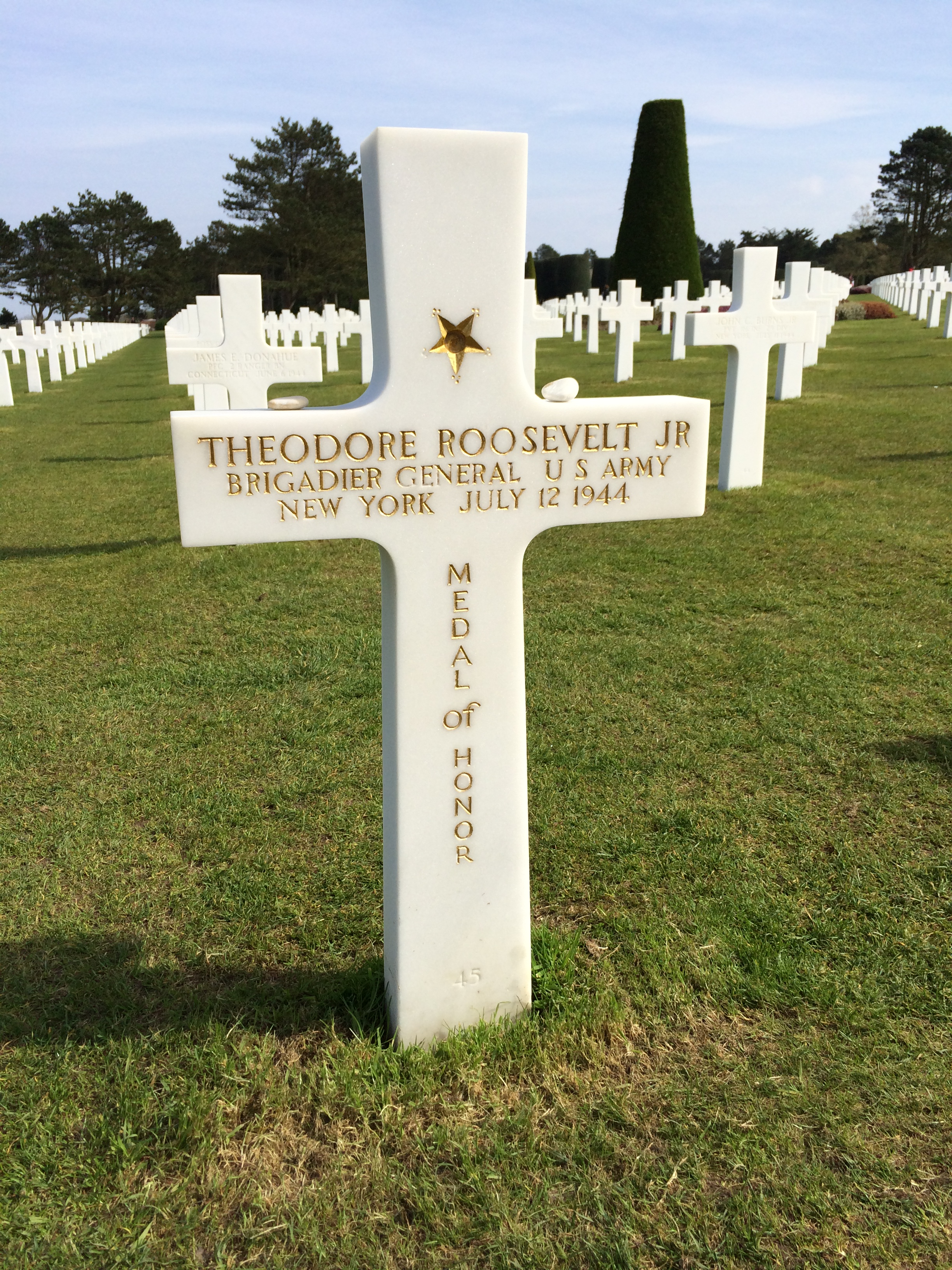
Croce con medaglia d'onore a Theodore Roosevelt Jr.

Il cimitero conserva le spoglie di 9.387 soldati, fra cui 4 donne e 307 soldati ignoti. Tra i militari qui sepolti, tre di essi sono stati insigniti della Medaglia d'Onore. Il più celebre di essi è Theodore Roosevelt Jr., figlio del presidente Theodore Roosevelt. Dopo la costruzione del cimitero, un altro dei figli di Roosevelt, Quentin, il quale era morto durante la prima guerra mondiale, fu riesumato e trasferito vicino al fratello Theodore Jr.
Nel cimitero sono inoltre sepolti Preston e Robert Niland, la cui storia ha ispirato Steven Spielberg per la realizzazione del film Salvate il soldato Ryan.

## Capsula del tempo
Direttamente di fronte al vecchio ingresso è stata interrata una capsula del tempo, contenente notizie e informazioni del 6 giugno 1944, il D-Day. La capsula è chiusa da una lastra di granito su cui è incisa la scritta «To be opened June 6, 2044». Al centro della lastra è apposta una targa in bronzo decorata con le 5 stelle del generale d'armata statunitense e avente l'iscrizione «In memory of General Dwight D. Eisenhower and the forces under his command. This sealed capsule containing news reports of the June 6, 1944 Normandy landings is placed here by the newsmen who were here, June 6, 1969.»

## Significato simbolico per gli Stati Uniti
La vicinanza a Omaha Beach e i soldati sepolti, molti dei quali morti nel D-Day, fanno sì che questo luogo rivesta un particolare significato simbolico per gli Stati Uniti d'America. Tutti i presidenti americani in carica, a partire da Jimmy Carter si sono recati infatti al cimitero di Colleville (ad eccezione di George H. W. Bush, il quale ha effettuato una visita privata nel 1995): Ronald Reagan nel 1984 (in occasione del 40º anniversario dello sbarco), Bill Clinton nel 1994 (per i 50° anni dello sbarco), George W. Bush nel 2002 (in occasione del Memorial Day) e nel 2004 (per il 60º anniversario dello sbarco), Barack Obama, nel 2009 (per celebrare il 65º anniversario), e per ultimo Joe Biden, nel 2024 (per celebrare l’80º anniversario). I discorsi pronunciati durante queste visite sono spesso serviti ai presidenti americani per sostenere la loro politica estera.

## Nella cultura di massa
- Il cimitero appare nella scena di apertura della pellicola Salvate il soldato Ryan di Steven Spielberg del 1998. Un veterano della seconda guerra mondiale, accompagnato dalla sua famiglia, procede verso la tomba del Capitano John Miller (interpretato da Tom Hanks); in seguito viene dato spazio alle scene di guerra del D-Day a Omaha Beach. In realtà, tale tomba non esiste: la lapide di Miller fu portata al cimitero per le riprese; il Capitano stesso è un personaggio inventato, ma la sua storia è basata sui fratelli Niland, due dei quali sono sepolti nel cimitero.
- Il 3 giugno 2024 il cimitero appare nel documentario Normandia, 80 anni dallo sbarco, trasmesso da Rai 1. Alberto Angela presenta le tappe più importanti dell'Operazione Overlord, durata 2 mesi e 19 giorni, fino alla Liberazione di Parigi, attraverso filmati, testimonianze e luoghi chiave.[12]

## Turismo
Con 1 milione di visitatori all'anno, il cimitero in Normandia risulta essere il cimitero americano frequentato dal maggior numero di turisti. Il 6 giugno 2007 è stato aperto un centro per i visitatori, in una delle cui sale vengono ripetuti all'infinito i nomi di tutti i soldati sepolti; gli Stati Uniti hanno investito 30 milioni di dollari per ricostruire le immagini dei vari momenti dello sbarco.
Ogni giorno, un'ora prima della chiusura, il visitatore ha la possibilità di assistere alla cerimonia delle bandiere. Al suono dell'inno militare, la bandiera americana è ammainata e piegata.

## Galleria d'immagini

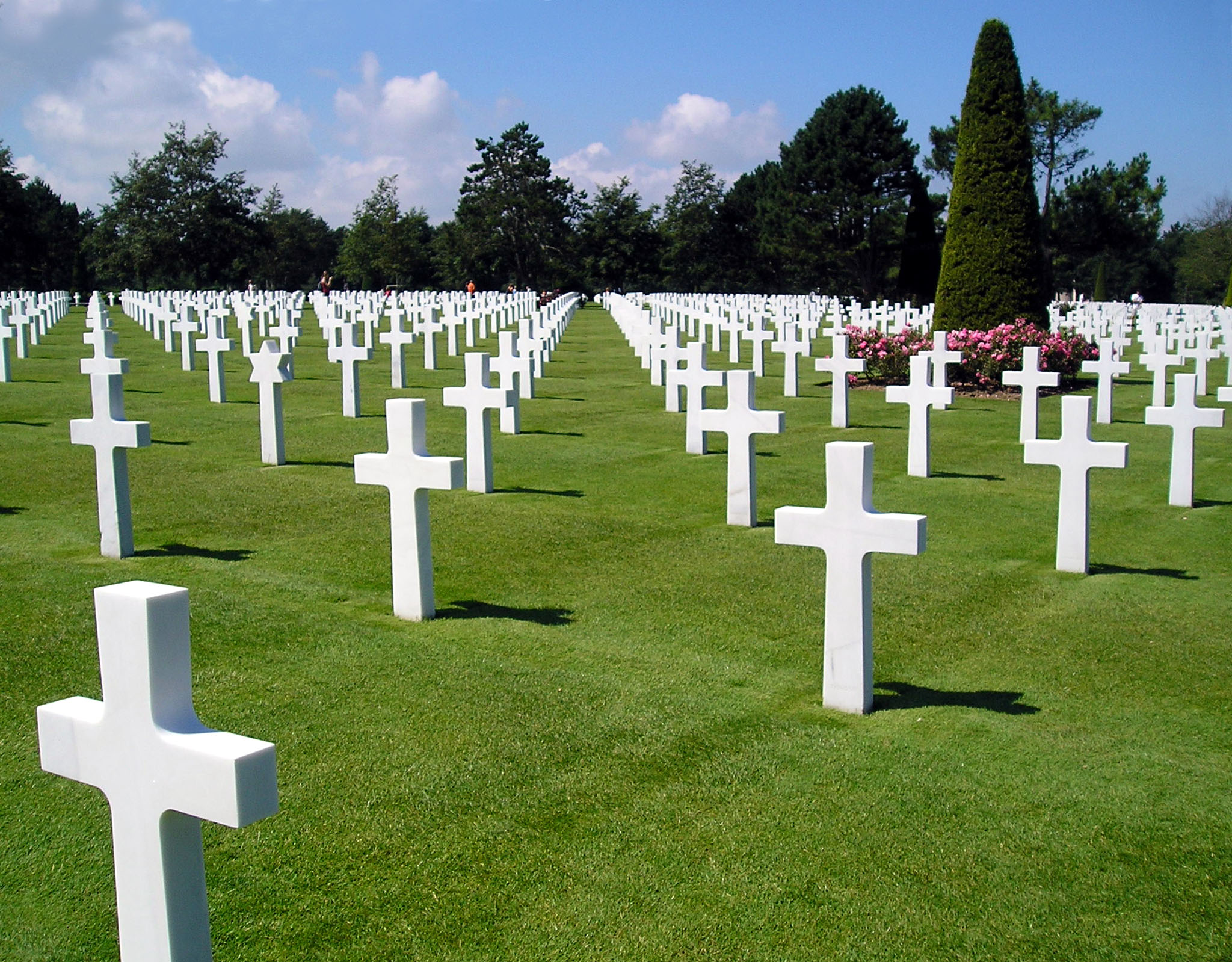
Veduta di alcune tombe.
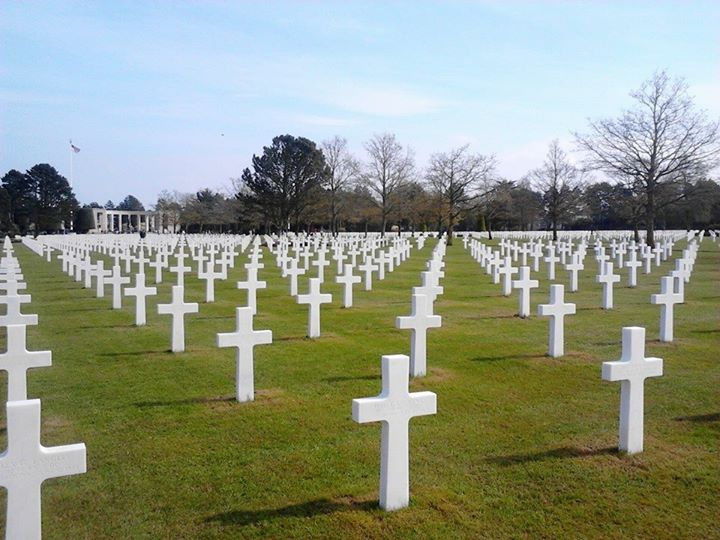
Croci da un altro punto di vista.
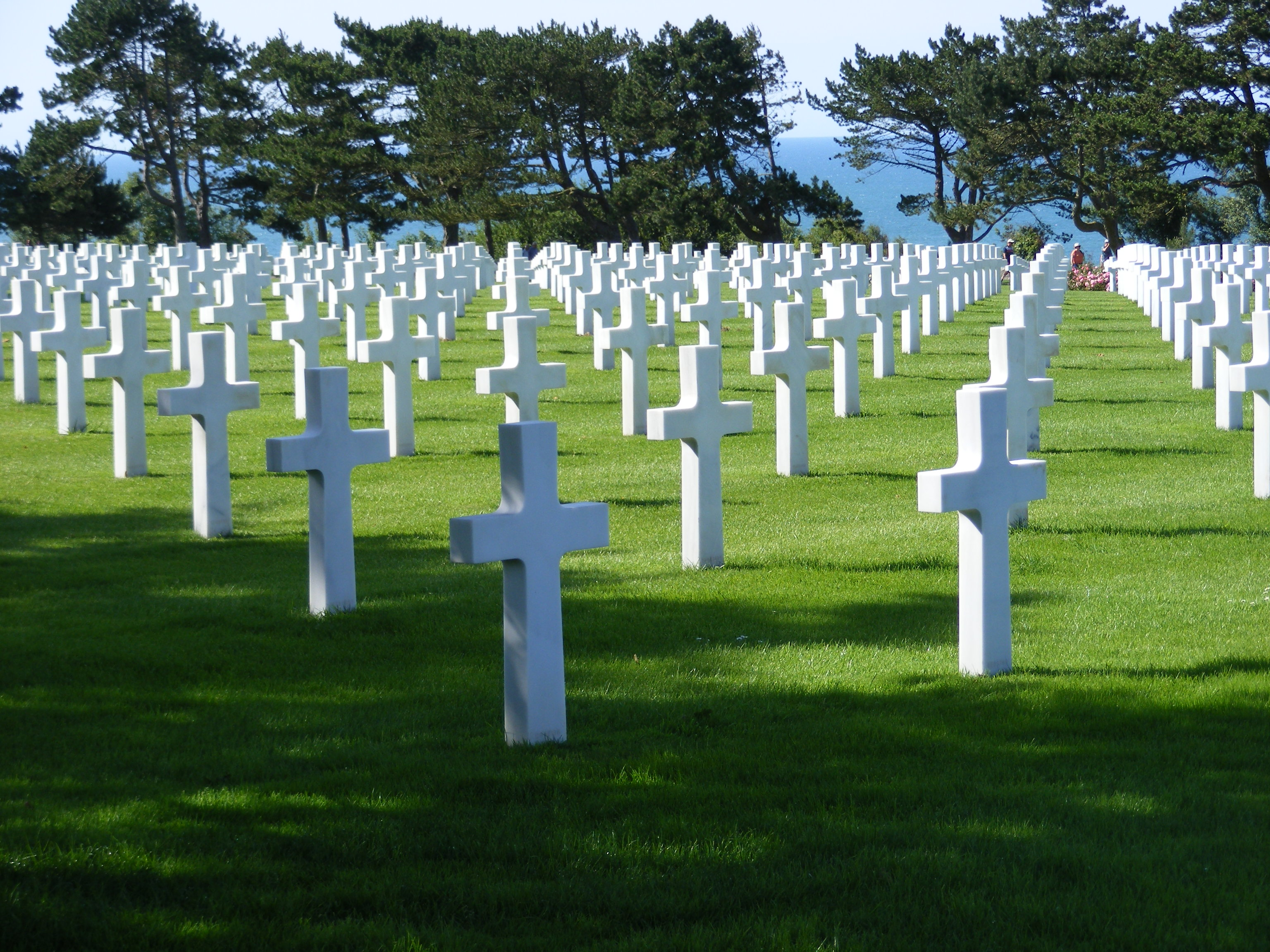
Veduta delle tombe con il mare sullo sfondo
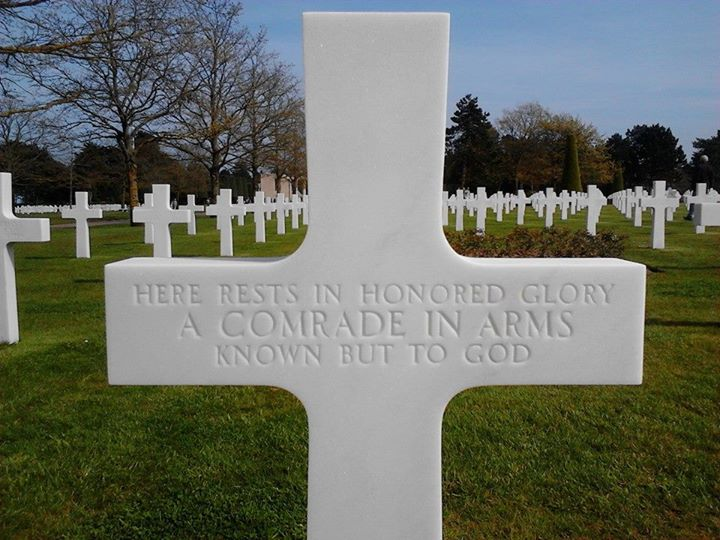
Croce ad ignoto: Here rests in honored glory a comrade in arms known but to God,
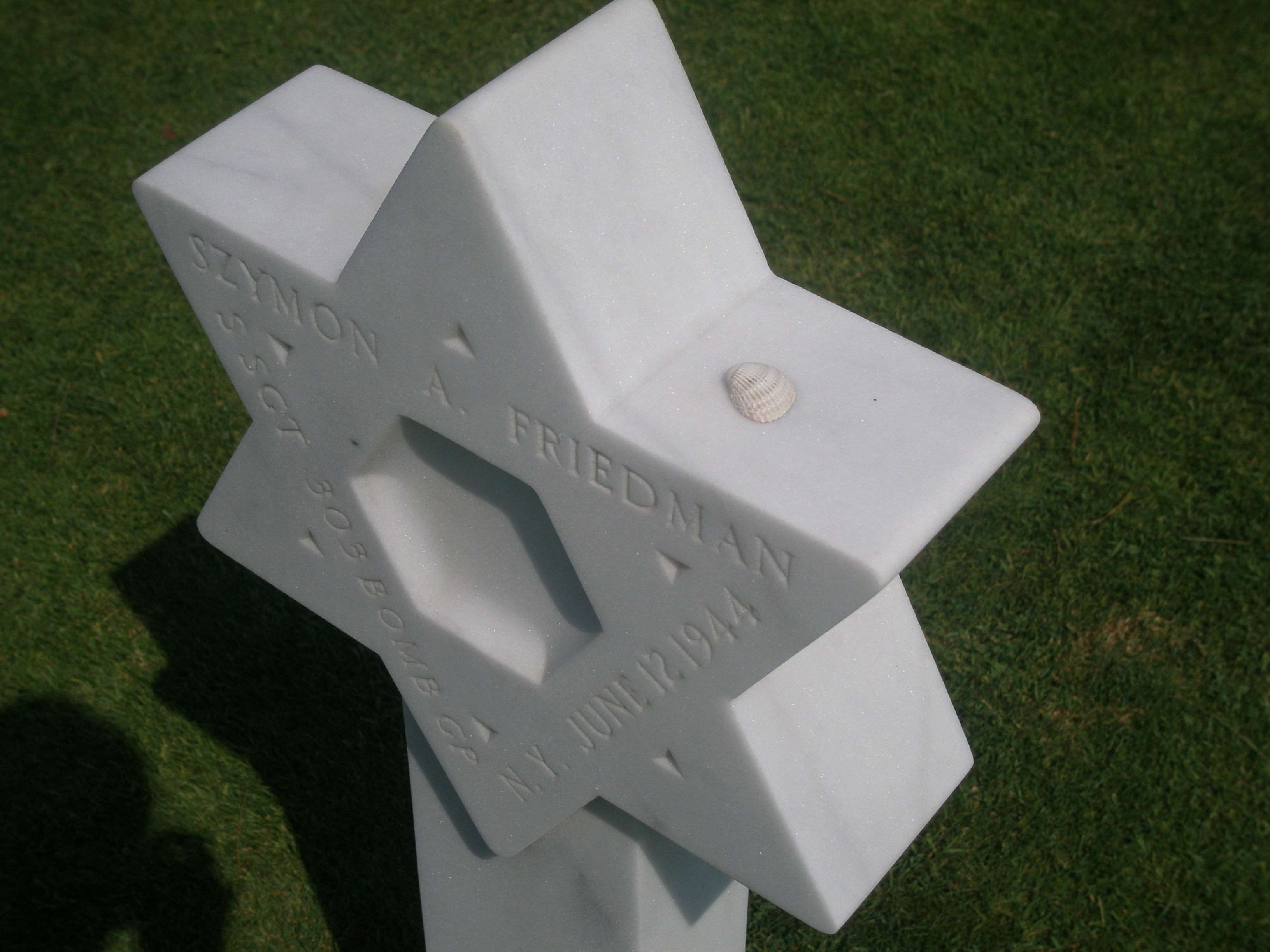
Soldato la cui lapide porta la Stella di David invece di una croce.
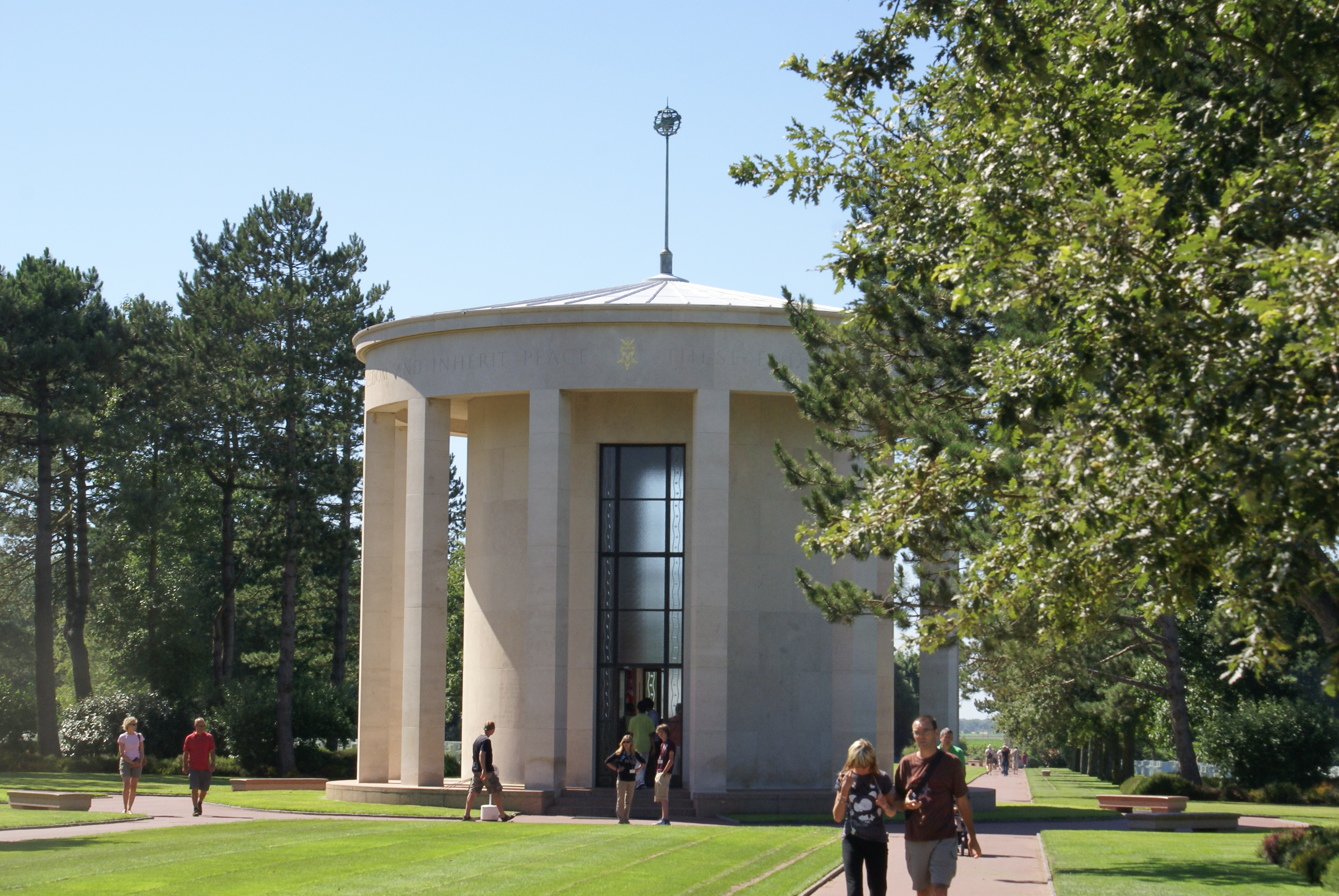
La cappella, al centro del cimitero.
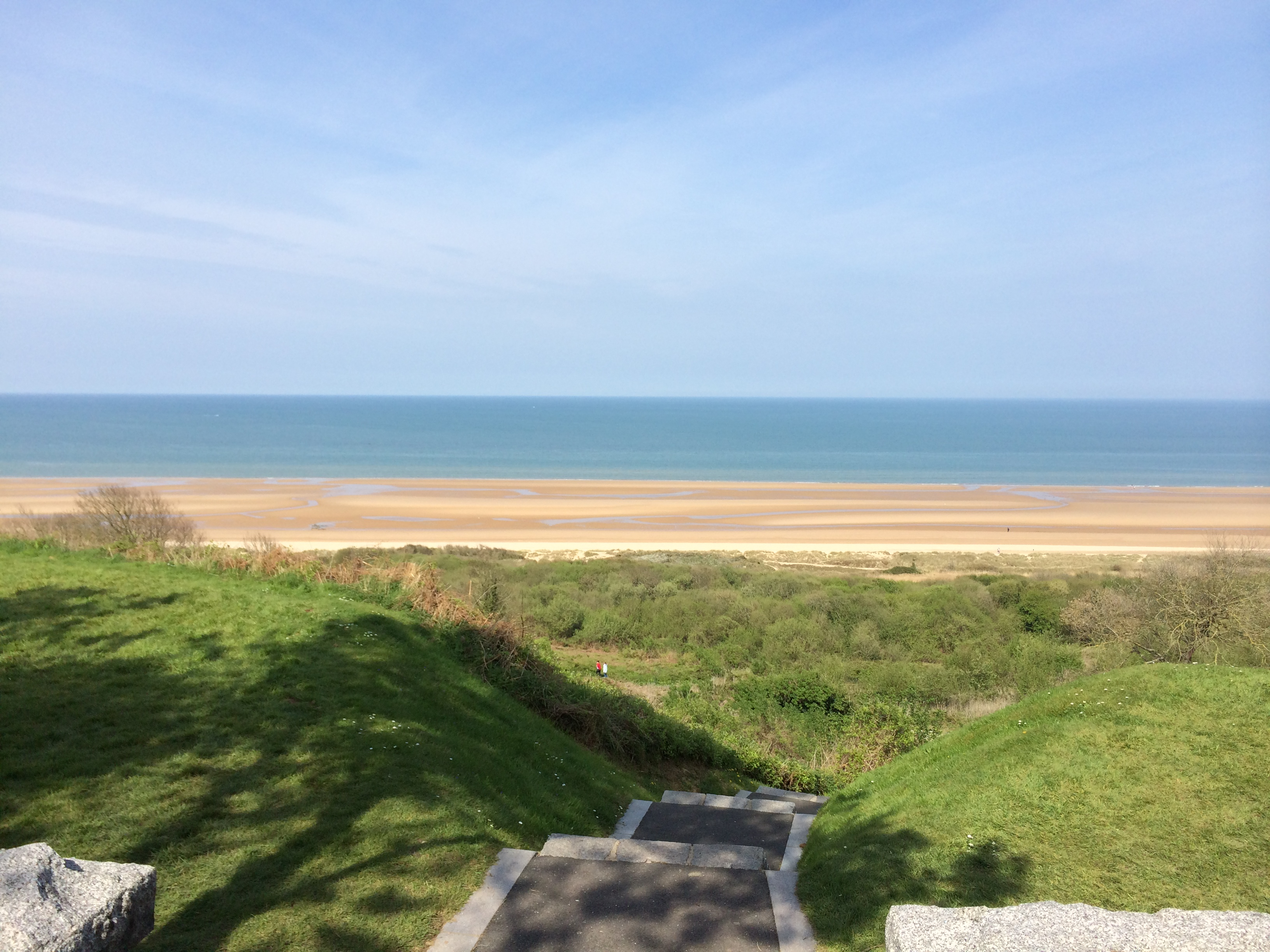
Omaha Beach vista dal cimitero americano
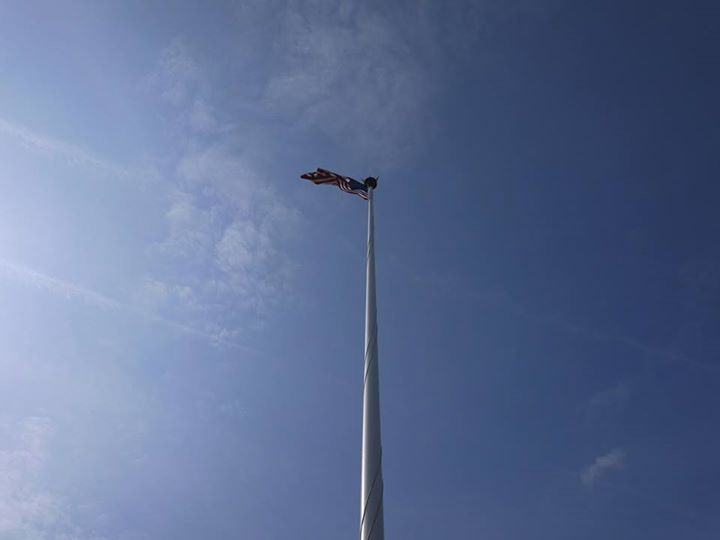
Una delle due bandiere americane presenti nel cimitero
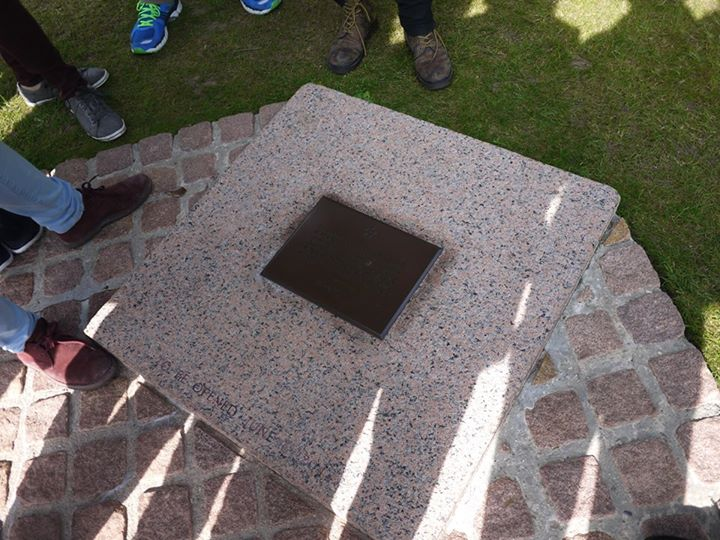
La capsula del tempo